# سادنس (لعبة فيديو)
سادنس (بالإنجليزية: Sadness)‏ هي لُعبة فيديو مِن نوع «رعب البقاء» أُعلن عنها بواسطة نيبريس وهي مُخصصة لوحدات تحكم وي وكانت واحدة من أقدم الألعاب التي تم الإعلان عنها لأنظمة وي. جذبت اللعبة في البداية اهتمامًا إيجابيًا لمفاهيمها الفريدة في أسلوب اللعب، مثل الرسومات بالأبيض والأسود والتركيز على الرعب النفسي بالإضافة إلى التركيز على العنف، وبعد ذلك أصبحت اللعبة سيئة السُّمعة عندما أُعلن عن عدم وجود أي دليل على إنشاء اللُعبة كلعبة فيديو تجريبية على الإطلاق وخلال السنوات الأربع التي تم تطوير اللعبة فيها. كُشف عن أنَّ اللُعبة دَخلت ما يُسمى «جحيم التنمية» بسبب مشاكل في المواعيد النهائيَّة والعلاقات مع المطورين الخارجيين مما أدى إلى إلغائها في نهاية المطاف في عام 2010، إضافةً إلى الإغلاق الدائم لشركة نيبريس.

## مفهوم
رُوِّج لهذه اللعبة على أنَّها لعبة رعب بقاء فريدة وواقعية من شأنها أن تفاجئ اللاعبين، وتركز على الرعب النفسي بدلاً من العنف، وتحتوي على ارتباطات بالنوم القهري، ورُهاب النيكوفوبيا، وأصوات شريرة والفصام المصحوب بجنون العظمة. كان الأمر الأكثر بروزًا هو الإعلان عن أن اللعبة ستحتوي على واجهة بالأبيض والأسود على أنَّها رعب قوطي.
أعلنت نيبريس بأن اللعبة ستوفر طريقة لعب مبتكرة للغاية، مستفيدًا بالكامل من إمكانات كشف الحركة لأداة وي ريموت. على سبيل المثال، أُقترح أن يستخدم اللاعبون جهاز وي ريموت لحمل مصباح يدوي وتوجيهه لإخافة الفئران الموجودة باللعبة؛ بالإضافة إلى إمكانية التأرجح خلال وحدة التحكم المُستخدمة من أجل رمي حبل فوق الحائط؛ أو التقاط العناصر عن طريق الوصول إلى أداة وي ريموت والاستيلاء عليها. تم التخطيط للعبة أيضًا لتكون لها تفاعل مفتوح بين اللاعب وعناصر اللعبة، والقدرة على استخدام أي عنصر متاح كسلاح. تضمنت الاقتراحات كسر زجاج واستخدام شظاياهُ كسكين، أو كسر ساق كرسي واستخدامه كهراوة.

### قصة
تدور أحداث اللعبة حول فيلم يسمى نفس أسم اللعبة (وهو فيلم Sadness) تقع أحداثهُ في الإمبراطورية الروسية قبل الحرب العالمية الأولى (أوكرانيا حاليًا)، وكان يتبع شخصية قابلة للعب تُسمى ماريا لينجل (بالإنجليزية: Maria Lengyel)‏، وهي أرستقراطية من العصر الفيكتوري من أصل بولندي ومجري كان عليها حماية ابنها الإسكندر بعد إنحراف قطارهم إلى لفيف عن مساره في الريف. وقد أصابه الحادث بشدة وجعلهُ أعمى، وقد بدأ فيما بعد في إظهار سلوك غريب يزداد سوءًا بشكل تدريجي. من أجل جعل اللاعب يشعر بأنه يشارك في الأحداث وليس كمجرد لاعب للعبة، تم التخطيط للعبة لعرض قصة متفرعة، متأثرة بأفعال اللاعب وتنتهي بواحد من كل عشرة ممكنة النهايات.

## تاريخ
أُعلن عن اللُعبة من قبل شركة نيبريس في 7 مارس 2006 كعنوان لـ ثورة نينتندو (قبل الإعلان عن اسمها النهائي) في وقت لاحق أظهرت اللعبة إمكانيات وي عن بعد للسيطرة في اللعب.
وفي وقت لاحق أعلنت نيبريس عن شراكة مع فرونت لاين ستوديوز، الذي ستكون مسؤولة عن برمجة اللعبة، والشخصيات الرقمية التي تسيطر على مرئيات اللعبة، وأفيد أن اللعبة ستصدر بحلول الربع الرابع من عام 2007.
لم يُحدَّث موقع نيبريس الرسمي منذ إعلان ظهوره في عام 2008، وقد أُغلق أعتبارًا من فبراير 2010.
في 5 أبريل 2010، أفادت «N-Europe» أن آدم أرتور أنتولسكي، أحد مؤلفي الموسيقى في هذهِ اللعبة، بأنه كان قد أصدر بعض أعماله غير المُكتملة للجمهور  وأكد أن اللعبة قد تخلى عنها نيبريس ولم يعد يقوم بتطويرها.

## روابط خارجية
- الموقع الرسمي (الهولندية)